# Соборний проспект (Олександрія)
У Вікіпедії є статті про інші проспекти з назвою Соборний проспект
Собо́рний проспе́кт — центральна вулиця і одна з основних магістралей міста Олександрія Кіровоградської області. Забудована переважно багатоповерховими будинками.

## Історія

Карта Олександрії 1895 р. Назви вулиць і номери кварталів вказані відповідно до містобудівного плану, затвердженого 1872 року.

У період Російської імперії вулиця мала спершу назву Чигиринська, пізніше, після побудови Успенського собору на Ринковій площі, — Соборна. Вона простягалася від площі Провіантської (Покровської) до Соборної або ж Ринкової і трохи південніше.
На Провіантській площі знаходилася Покровська церква, а на Соборній — Успенський собор, який і дав назву площі та вулиці. Собор було знесено у 1935 році.
З приходом радянської влади вулицю було перейменовано в Жовтневу, на честь Жовтневого перевороту. Під час німецької окупації 1941-43 рр. вона мала назву Головна.
У 1970 році, до сторіччя від дня народження Леніна, його ім'я було присвоєне вулиці. До цього, ім'я Леніна носила сучасна вулиця 6 Грудня.
Відповідно до декомунізаційного законодавства 2015 року, проспект підлягав перейменуванню. Громадські організації та краєзнавці висунули пропозицію перейменувати проспект на «Соборності», на означення соборності України, та на згадку про історичну назву, яка втратила свою актуальність у зв'язку зі знесенням собору, який дав назву вулиці. 19 лютого 2016 року міський голова Степан Цапюк самочинно перейменував 83 та ліквідував 4 урбаноніми Олександрії, зокрема перейменував центральний проспект на Соборний. Таке рішення зазнало критики, зокрема вказувалося на те що нова назва є не досить милозвучною, давно втратила актуальність, а також є певним маркером «русского міра», адже була загальнопоширеною для міст Російської імперії.

### Старі фотографії вулиці. Кінець XIXст.— початок XXст.

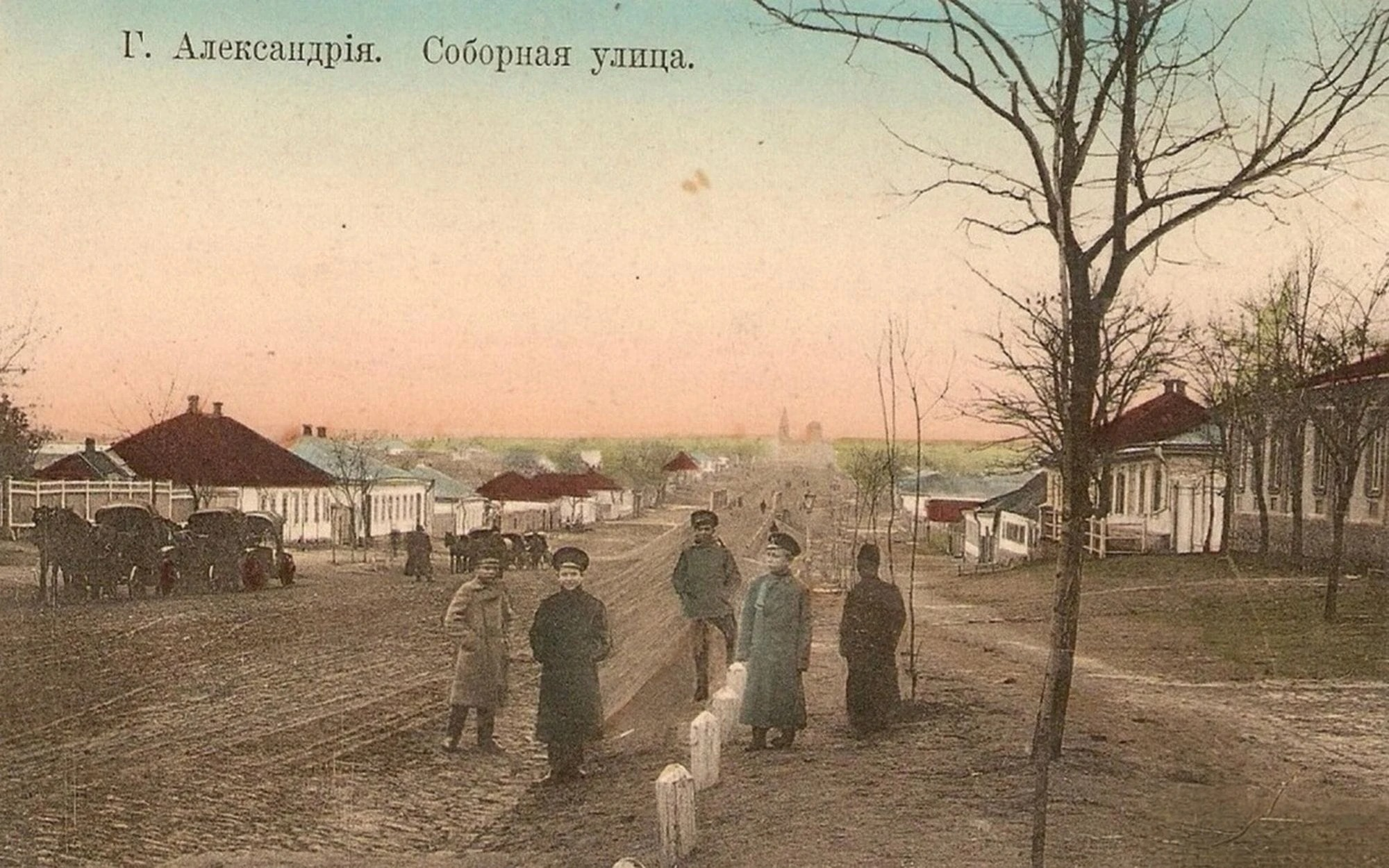
Вулиця Соборна. Вид на Провіантську площу.
Крамниці на Соборній. Квартал між вулицями Бульварною та Інгульською (нині Діброви).
Готель «Бристоль», на розі з вулицею Поштовою (Першотравневою). За радянської влади перетворений на школу № 1, пізніше знесений.
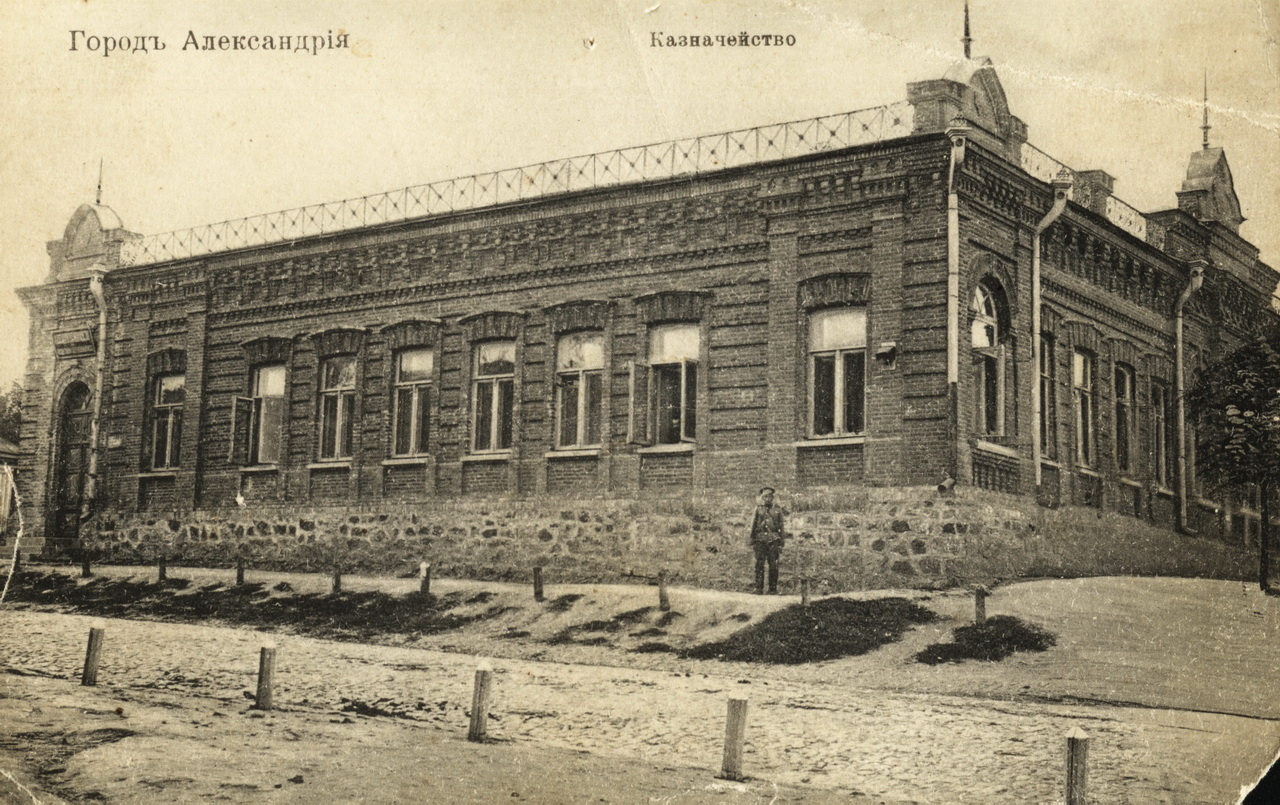
Казначейство. Нині приміщення Промінвестбанку.
Міське училище і Троїцька гімназійна церква на розі з вулицею Бульварною. Знесені на початку 1970-х.
«Червона валка» (збір хліба[8]) 1931 року (забудова на світлині не збереглася).
Німецькі солдати на розі сучасних проспекту Соборного й вулиці Діброви, 1941 р.

## Опис
Проспект простягається з півночі, від автомобільного Користівського мосту через залізницю, на південь до Звенигородського шосе. Проспект двічі переривається двома найбільшими площами міста: Покровською і Соборною. Проспект через міст сполучає правий і лівий береги річки Березівки. Це найдовша і найзаселеніша вулиця міста.
Забудова проспекту переважно багатоповерхова, одноповерхова приватна представлена на початку і в кінці проспекту, а також, кількома будинками в районі мосту через Березівку. На відтинку між Покровською і Соборною площами, збереглася забудова часів Російської імперії. У південній частині проспекту знаходиться забудова 1980-х років, переважно представлена житловими дев'ятиповерховими будинками. Це мікрорайон «Тинда», або більш офіційно, «мікрорайон Південний».

## Об'єкти

### Освіта
- Гімназія ім. Т. Г. Шевченка (колишня школа № 1)
- Школа № 9
- Олександрійський політехнічний коледж

### Державні заклади
- Міська рада та міська адміністрація
- Міський будинок зв'язку
- Міський палац урочистих подій
- Будинок юних техніків

### Готелі
- «Топаз» (колишній «Шахтар»)

### Промисловість
- Олександрійська швейна фабрика

### Заклади культури
- Палац культури «Світлопільський»

### Пам'ятники
- Пам'ятник космонавту Леоніду Попову
- Захисникам України
- Чорнобильцям
- Камінь на місці майбутнього пам'ятника козаку Усику — засновнику міста

## Галерея

Комерційна забудова початку 2020-х років на розі з вулицею Софіївською.
Головний корпус колишньої швейної фабрики, збудований в кін. 1930-х в сер. 1940-х рр.
Міський будинок зв'язку
Палац культури «Світлопільський»
Сквер на площі Попова
Багатоповерхова забудова на проспекті в мікрорайоні Тинда
Будівля універмагу «Жовтневий» на розі проспекту і Бульварної вулиці
Перехрестя проспекту і Таврійської вулиці